# ولسوالی واخان
واخان یکی از ولسوالی‌های ولایت بدخشان در شمال خاوری افغانستان است با جمعیت نزدیک به ۱۸٬۳۲۸ نفر در قسمت شرق مرکز ولایت بدخشان موقعیت دارد که از شرق به کشور چین، از شمال به ولایت مختار کوهستان بدخشان، تاجیکستان، از جنوب به ساحهٔ گلگت، پاکستان و از غرب به ولسوالی اشکاشم متصل است.
دهلیز واخان در ولسوالی واخان واقع شده‌است. این منطقه با کوه‌های تاجیکستان و پاکستان هم‌سرحد است و تا مرز چین امتداد دارد. دهلیز واخان در قرن ۱۹ میلادی و در «بازی بزرگ» به‌عنوان یک منطقهٔ حائل میان دو امپراتوری روسیه و راج بریتانیا ایجاد شد تا دو امپراتوری با یکدیگر هم‌مرز نباشند.

## مردم
واخی‌ها اغلب تاجیک‌تبار و پیرو طریقهٔ اسماعیلیه هستند.

## اقتصاد
مالداری چرخهٔ اصلی زندگی مردم را در واخان می‌چرخاند. گردشگری از جمله دیگر منابع درآمد در واخان است. در برخی از روستاهای واخان، مهمانخانه‌هایی برای پذیرایی از گردشگران بنا شده‌است.

## جغرافیا
بزرگترین یخچال‌های طبیعی افغانستان در ولسوالی واخان قرار دارند.
در سال ۲۰۱۳ میلادی، به عنوان دومین پارک ملی افغانستان معرفی شد. در این پارک ملی، کوه ۹ شاخ با بیش از ۷٬۵۰۰ متر ارتفاع قرار دارد. در این پارک ملی، یخچال‌های طبیعی واخان قرار دارند که در سلسله کوه‌های پامیر واقع‌شده‌اند.
پلنگ برفی، بز کوهی، خرس، آهوی مارکوپولو و برخی از انواع نادر پرندگان در پارک ملی واخان زندگی می‌کنند.